# Tinea subcuprea
Tinea subcuprea är en fjärilsart som beskrevs av Edward Meyrick 1932. Tinea subcuprea ingår i släktet Tinea och familjen äkta malar. Inga underarter finns listade i Catalogue of Life.